# Travis Reed
Travis Reed (ur. 6 sierpnia 1979 w Los Angeles) – amerykański koszykarz, występujący na pozycjach silnego skrzydłowego lub środkowego.

## Osiągnięcia
na podstawie, o ile nie zaznaczono inaczej.
NCAA
- Uczestnik rozgrywek:
  - Sweet 16 turnieju NCAA (1998)
  - turnieju NCAA (1998, 1999)
- Zaliczony do I składu Big West (2002)

Drużynowe
- Mistrz Holandii (2004)
- Wicemistrz:
  - Holandii (2006)
  - Estonii (2007, 2008)
  - australijskiej ligi QBL (Queensland Basketball League – 2011, 2012)
- Zdobywca pucharu:
  - Holandii (2006)
  - Estonii (2007, 2008)

Indywidualne
- MVP ligi:
  - bałtyckiej (2007)
  - estońskiej (2007)
  - holenderskiej (2004)
  - meczu gwiazd ligi holenderskiej (2004)
- Uczestnik meczu gwiazd ligi holenderskiej (2004, 2005, 2006)
- Finalista konkursu wsadów ligi holenderskiej (2004)
- Lider strzelców Ligi Bałtyckiej (2007, 2008)